# 马蹬镇
马蹬镇是河南省淅川县下辖的一个镇，位于县域东南部，丹江口水库北岸。地处浅山、丘陵地区，是一个融丹江库区、山区为一体的典型林业、农业大镇，全镇总面积约为240平方公里。马蹬古镇位于今马蹬镇曹湾村附近，丹江与鹳河交汇处东侧，因南水北调中线工程被丹江口水库淹没。

## 历史

### 镇名由来
后汉光武帝刘秀起兵讨伐王莽，被王莽追赶于此地，刘秀为摆脱追兵，巧施一计，故意将“马蹬子”丢于此地，而后自岔道而去，终于得以脱险。刘秀称帝后，就封此地为马蹬。 

### 历史沿革
- 唐代时，官府在古镇设驿站，为古时咸阳、长安通往南阳的重要站点，后为历代所用。
- 南宋绍定六年（1233年），南宋名将孟珙在马镫山大破金将武仙，俘获金军七万余人，断绝了金军从襄阳入蜀，占领南宋四川作为立足之地的希望，消灭了金国最后一只有生力量，金国随后迅速灭亡。
- 明代成化六年，从内乡县分置出淅川县，治所即在马蹬古镇，翌年，建新城，县治地迁至马蹬镇西北约10公里丹江右岸。
- 20世纪60年代前，该镇一直是淅川五大古镇之一，是淅川通往内乡、镇平的重要水旱码头。古镇有六座寨门，呈十字形布局，有房舍2000余间，居民2000余人。
- 1969年，建黄庄公社。
- 1983年，改黄庄乡。
- 2001年7月，撤黄庄乡改马蹬镇。

## 名胜古迹
马蹬古城遗址：位于马蹬镇高庄村，丹江与鹳河交汇处，地理位置重要。该古城系南朝宋时期淅川老县城遗址，约有1500年历史。据史书记载，战国时期该处为兵家必争之地，《淅川县志》中也有“南朝宋置淅川县于此，旋废”的记载。古城遗址东西长500多米，南北宽400多米，城垣凸显，护城河环绕四周，有东、南、西、北四座城门。
龙巢寺：位于马蹬古镇北侧、鹳河西岸的马引山上，北魏太和元年(477年)兴建“马引山寺”，北宋时术士发现此地有龙巢，故改名“龙巢寺”。宋代文学家欧阳修幼年家贫，跟随舅父曾在龙巢寺读书，历史名篇《秋声赋》即作于此。书堂侧建有“欧阳文忠公祠堂”，曾几度废兴。明代礼部侍郎彭凌霄曾主持重建，并留有“重建欧阳文忠公祠”一诗，立有“欧阳修读书处”大型碑刻。殿堂馆舍气宇轩昂，为旧时淅川县一大名胜。1971年，因丹江口水库蓄水，寺院被拆除。
马蹬古战场：位于向阳村和崔湾村，现存有西周古城遗址、龙巢寺遗址和明成化三年淅川县城遗址。春秋战国时期，秦、楚著名的丹阳之战发生于此。南宋名将孟珙大破金将武仙十万大军的战役也发生于此。
另外，丹江口水库附近的丹江小三峡（云岭、太白、雁口三峡）、淅川八仙洞和丹江大观苑景区都位于马蹬镇境内。
| 丹江口水库旅游图                                                                                           |
| --- |
| ▲丹江口大坝 ▲武当山 ▲ 丹江大观苑 ▲坐禅谷 香严寺▲ 太极峡▲ 八仙洞 ▲丹江小三峡 ▲ 丹阳湖 渠首 ▲ 杏山地质公园 ▼ |

## 相关文学
|                              | 万壑千岩一雨齐，先声喷薄卷湍溪。 投林鸟雀不暇顾，移穴蛟龙应自速。 便恐他山藏厚夜，岂知高树有晴霓。 两江合向西南斗，坐想风云入鼓鼙。 |
| ——《马蹬驿中大雨》—金·元好问 | |